# El Rebolledo
El Rebolledo (antigament conegut com a Porta d'Alacant) és una pedania de la ciutat d'Alacant (País Valencià). Té 1.217 habitants (INE 2009), dels quals 914 viuen en el nucli urbà que compta amb 12 km². Es troba a una distància de 13 km d'Alacant i a 18 km d'Elx. El nucli urbà de Rebolledo es troba paral·lel a l'autovia d'Alacant, de manera que s'hi pot accedir des d'aquesta via.

## Festes
El Rebolledo celebra de manera anual les festes de la patrona de la pedania, la Mare de Déu del Carme, que se celebren el 16 de juliol. D'altra banda, també se celebren les tradicionals festes dels Moros i Cristians l'1 de juliol. Malgrat que forma part del municipi d'Alacant, el Rebolledo, igual que les altres pedanies del municipi, no celebra les festes de les Fogueres de Sant Joan, celebrades el 24 de juny.

## Curiositats
El Rebolledo antigament era conegut com la Porta d'Alacant. Per aquesta pedania passa el Camí de Santiago del sud-est.